# The Queen of Sheba
The Queen of Sheba – amerykański film z 1921 roku w reżyserii J. Gordona Edwardsa.

## Opis fabuły
Historia niefortunnego romansu między Salomonem, królem Izraela, a Makedą, królową Saby.

## Obsada
- Betty Blythe – Królowa Saby
- Fritz Leiber – Król Salomon
- Pat Moore – syn Królowej
- Earl Crain – Joab
- Genevieve Blinn – Beth-Saba
- Nell Craig – Księżniczka Waszti
- Al Fremont – kapitan armii
- Claire de Lorez – królowa Amrath